# Památník Josefa Konšela
Památník Josefa Konšela, resp. Památník profesora Josefa Konšela, je památník, který je na pravém břehu potoka Lomná u silnice ve vesnici Ráztoka, části obce Trojanovice u Frenštátu pod Radhoštěm. Nachází se na severním úpatí masivu hory Radhošť v pohoří Moravskoslezské Beskydy v okrese Nový Jičín v Moravskoslezském kraji.

## Historie a popis památníku
Památník z neotesaného přírodního kamene a pamětní deskou je věnován osobě kněze a vysokoškolského profesora Josefa Konšela (1875-1958). Josef Konšel, který v místních radhošťských lesích také působil, byl významným propagátorem přírodě blízkého lesního hospodaření. Pomník byl odhalen v roce 2000 ke 125. výročí jeho narození. Autorem pomníku je zlínský akademický sochař Rostislav Ilík a jeho stavbu realizoval podnik Lesostavby Frýdek-Místek (Lesy České republiky). Na památníku je nápis - citát Josefa Konšela:
| „ | Tažme se svých porostů, čeho jsou ve prospěch budoucí generace schopny, a dle jejich odpovědi zařiďme svou další práci! | “ |

## Další informace
K pomníku vedou turistické trasy a nachází se nedaleko lanové dráhy Ráztoka – Pustevny.

## Galerie

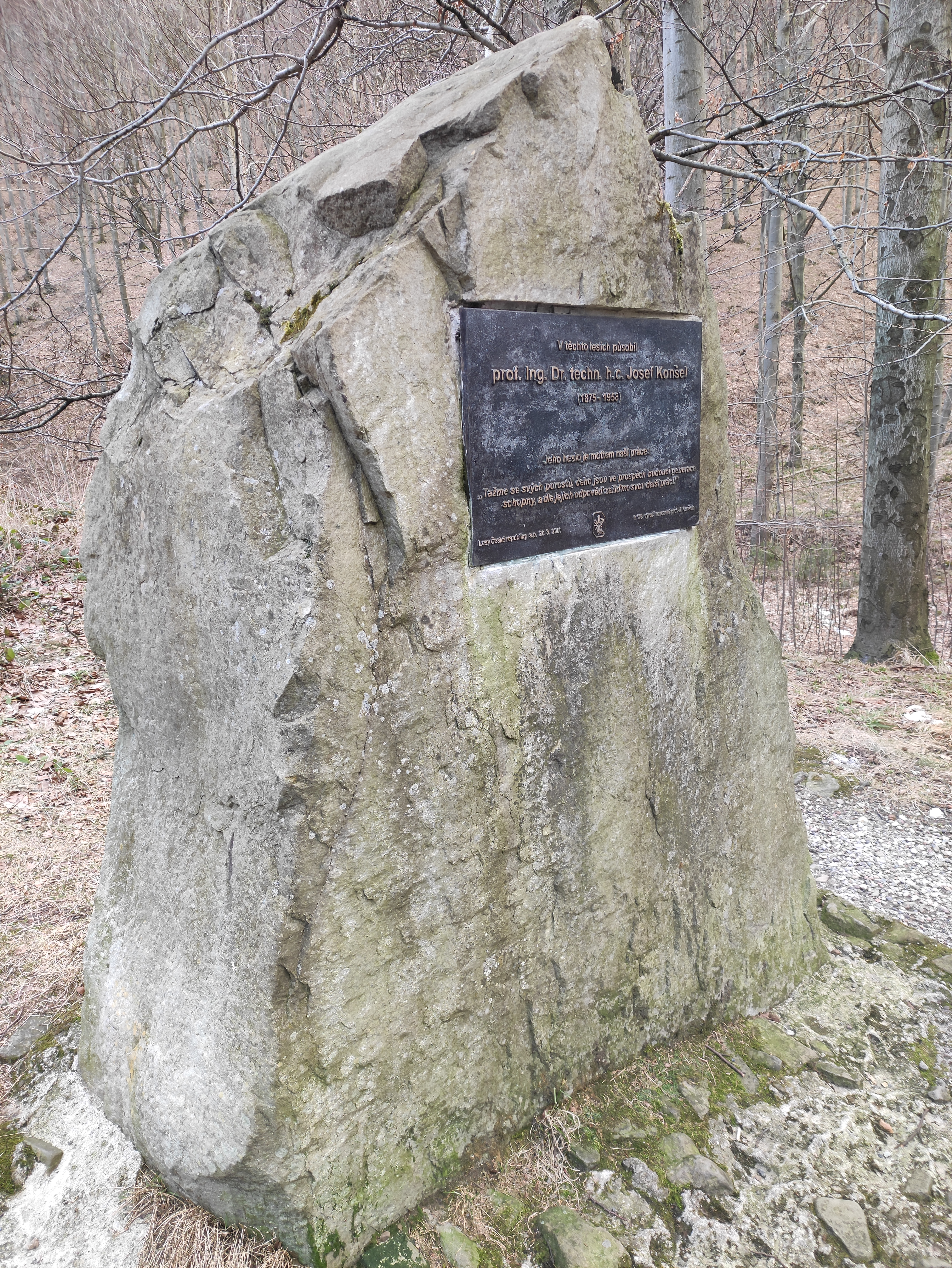
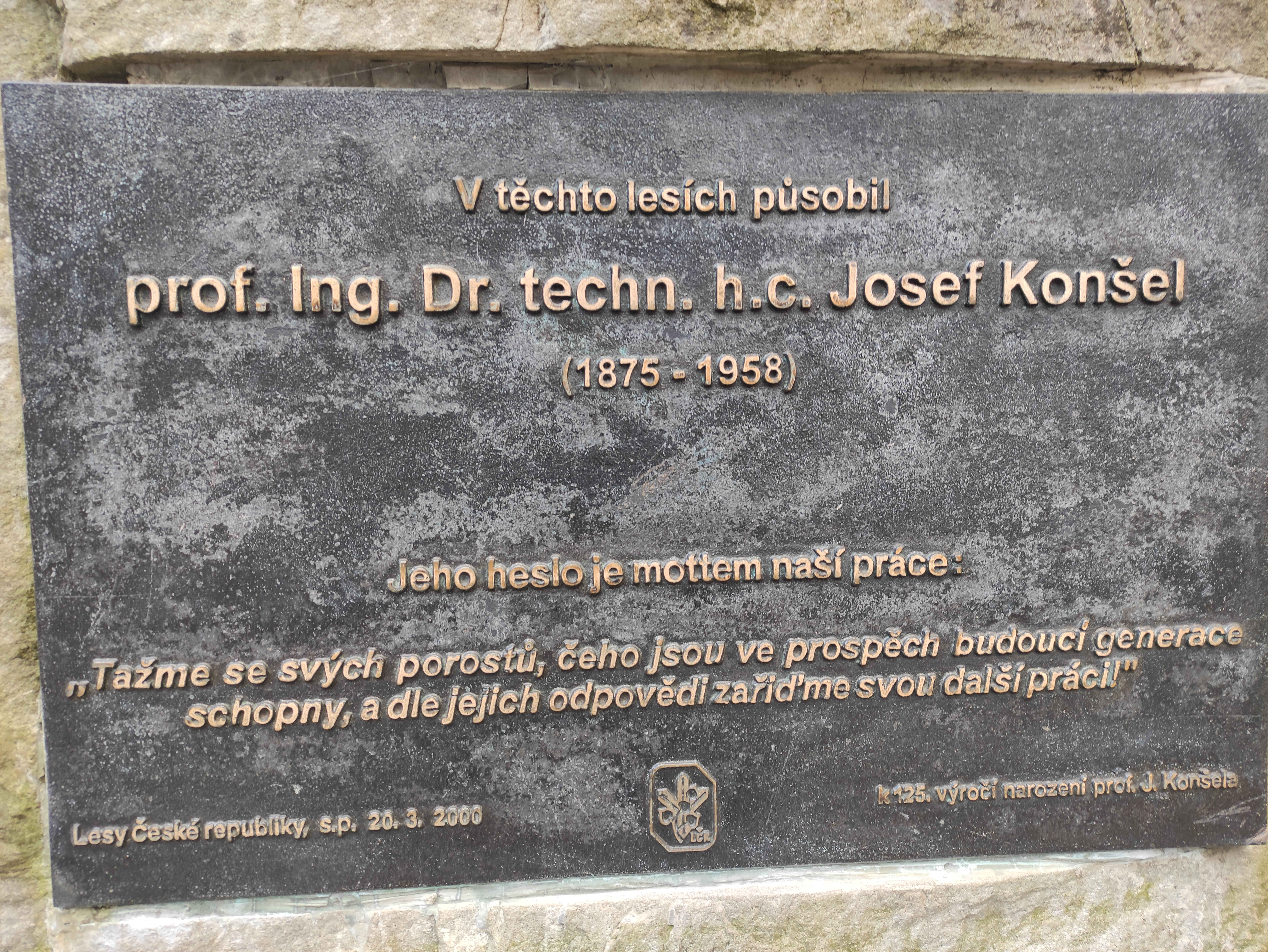